# Lorenzo D’Anna
Lorenzo D’Anna (* 29. Januar 1972 in Lecco) ist ein ehemaliger italienischer Fußballspieler und heutiger -trainer. Seine erfolgreichste Zeit hatte der Innenverteidiger bei Chievo Verona, bei dem er 13 Jahre lang spielte und über 350 Spiele bestritt. Zudem war er lange Jahre Kapitän seiner Mannschaft.

## Karriere

### Als Spieler

#### Erste Jahre
D’Anna begann seine Profikarriere bei Como Calcio, bei dem er aus dessen Jugend kam. Dort wurde er 1991 an Pro Sesto verliehen, bevor er im Jahr 1992 zur AC Florenz wechselte. Bei Florenz kam er in zwei Jahren zu zehn Einsätzen, 1994 verließ er den Verein und wechselte zu Chievo Verona.

#### Chievo Verona
Bei Chievo entwickelte sich D’Anna zum Stammspieler und wurde Kapitän. Er zeichnete sich durch sein gutes Stellungsspiel aus und galt als Aushängeschild des Vereins. Mit Chievo feierte er den Aufstieg in die Serie A im Jahr 2001 und nahm 2002 an der Qualifikation zur UEFA Champions League teil. Nachdem Chievo 2007 in die Serie B abgestiegen war, verließ er nach 13 Jahren den Verein und wechselte zu Piacenza Calcio. Seine Karriere beendete D’Anna im Jahr 2008 nach zwölf Ligaspielen für den FC Treviso.

### Als Trainer
Nachdem D’Anna seine aktive Fußballlaufbahn beendet hatte, kehrte er zu Chievo zurück und fungierte als Mitarbeiter des damaligen Sportdirektors Giovanni Sartori. Als der Trainer der zweiten Mannschaft von Chievo Paolo Nicolato als Co-Trainer in die Profimannschaft rückte, entschied sich D’Anna, Fußballtrainer zu werden und übernahm die zweite Mannschaft.
Am 11. Juli 2013 wurde D’Anna als neuer Trainer des FC Südtirol präsentiert. Anschließend kehrte er zu Chievo zurück und war dort bis 2018 wieder Jugendtrainer.
Im April 2018 wurde D’Anna Nachfolger von Rolando Maran als Trainer der ersten Mannschaft Chievos. Am 9. Oktober 2018 wurde er aufgrund ausbleibender Erfolge entlassen.

## Erfolge
- Aufstieg mit AC Florenz in die Serie A:

1993/94
- Aufstieg mit Chievo Verona in die Serie A:

2000/01